# Hospital Provincial de Pontevedra
O Hospital Provincial de Pontevedra é um edifício datado de 1897, localizado no centro da cidade de Pontevedra em Espanha.

## História
As origens do Hospital Provincial remontam ao hospital de Pontevedra fundado em 1439 por disposição testamentária de Teresa Pérez Fiota, chamado Hospital del Cuerpo de Dios (Hospital do Corpo de Deus). Os Frades de San Juan de Dios dirigiram o hospital sob o nome de Hospital Corpus Christi até ao século XIX.
Após a desamortização na Espanha de Mendizábal, em 1849, o hospital (situado no bloco da rua Real e da praça Curros Enríquez) passou a ser propriedade do município de Pontevedra. Devido à deterioração do edifício e a fim de recolher fundos para completar a construção de um novo hospital, a Câmara Municipal decidiu demoli-lo e construir o novo hospital num terreno na estrada de Ourense (agora Rua Dr. Loureiro Crespo).
O hospital provincial foi promovido pelo médico Ángel Cobián Areal, presidente da câmara da cidade entre 1891 e 1893. A decisão de criar este hospital foi tomada pela câmara municipal em 1890. O projecto de construção foi confiado ao engenheiro civil León Domercq, responsável pela sede provincial de obras públicas e pela comissão de obras portuárias, e foi dirigido pelo arquitecto Siro Borrajo. Os trabalhos começaram em 1 de Março de 1894. O novo edifício foi inaugurado a 14 de Dezembro de 1897. Uma das primeiras radiografias na Galiza foi tirada aqui em 1897, dois anos após a descoberta dos raios X em 1895.
O hospital tornou-se propriedade do Conselho Provincial de Pontevedra em 1928. Em 1936, o hospital foi utilizado principalmente como hospital de guerra. A partir daí, foram feitas sucessivas extensões e construídos novos edifícios. Em 1996, o hospital foi transferido para o Serviço Galego de Saúde (SERGAS) e a sua gestão foi assumida pela Junta da Galiza.

## Descrição
É um grande edifício, originalmente em forma de H e de dois andares, com adições posteriores. Hoje, o edifício original é de três andares e o complexo tem adições posteriores de diferentes períodos do século XX.

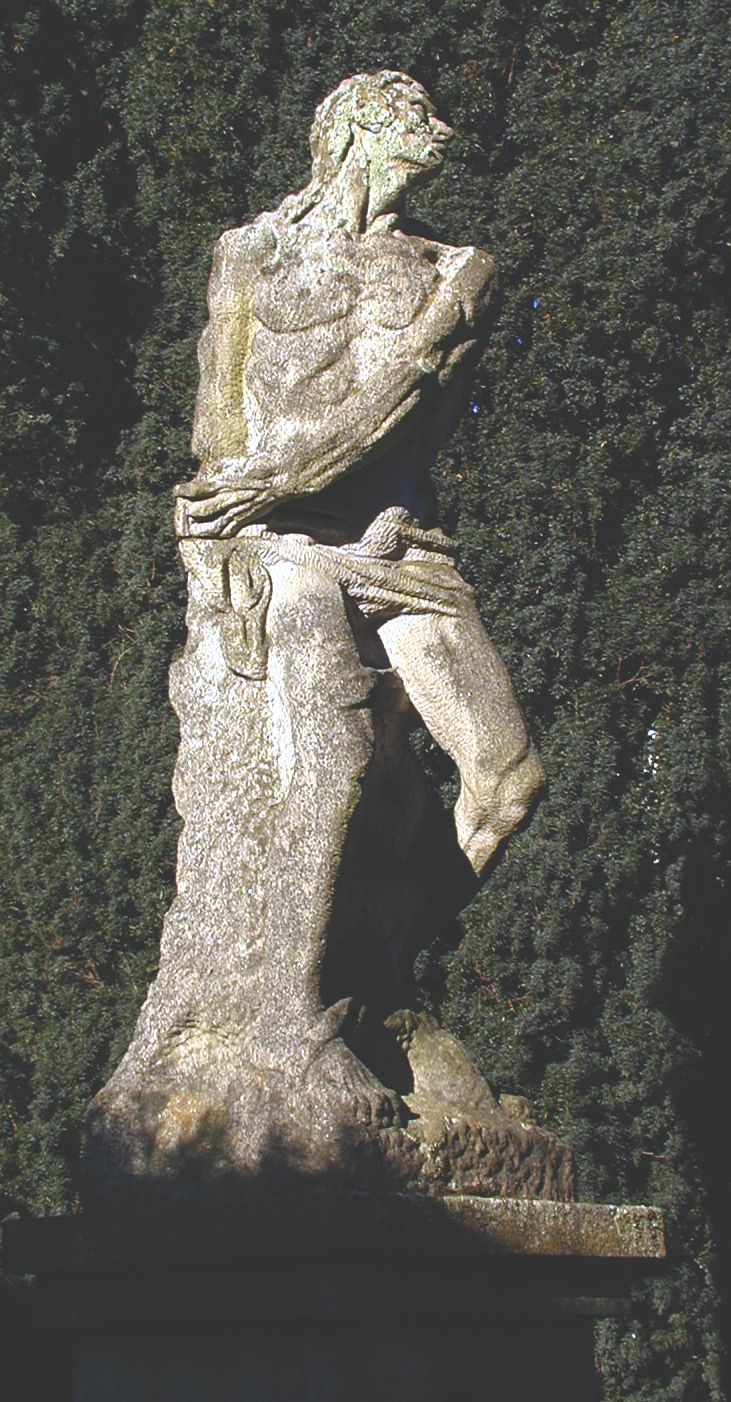
Estátua de Manuel Barreiro Cabanelas

O edifício original de León Domercq e Siro Borrajo tinha um rés-do-chão, um primeiro andar e uma cave. É um edifício maciço de alvenaria de granito com múltiplos vãos com molduras simples em todas as fachadas. As paredes são rebocadas de branco com argamassa de cal, deixando apenas o granito visível nas molduras das janelas e portas.
A entrada principal tem um corpo central saliente sobre o qual se destaca uma torre (acrescentada ao edifício original) com um telhado em forma de espiral, em cujas quatro paredes há quatro relógios. O antigo Hospital de San Juan de Dios, que foi substituído pelo Hospital Provincial, também tinha um relógio, que foi instalado na torre norte da Igreja da Virgem Peregrina quando o edifício foi demolido para construir o novo hospital.
A entrada principal do hospital é presidida por uma ampla escadaria central que conduz ao edifício, em cujo primeiro patamar se encontra a estátua dedicada a Manuel Barreiro Cabanelas (grande benfeitor do hospital), criada em 1942 pelo escultor Francisco Asorey,
Foi um dos primeiros hospitais a ter raios X, aquecimento e electricidade.

### Artigos relacionados
- Centro Hospitalar Universitário de Pontevedra
- Hospital Montecelo
- Hospital Quirón Miguel Domínguez (Pontevedra)